# Lądowisko Orsk
Lądowisko Orsk – lądowisko sanitarno-dyspozycyjne w Orsku, w gminie Rudna, w województwie dolnośląskim. 
Zarządzającym lądowiskiem jest przedsiębiorstwo Pol-Miedź Trans Sp. z o.o. W roku 1996 zostało wpisane do ewidencji lądowisk Urzędu Lotnictwa Cywilnego pod numerem 20